# Michael Bublé (álbum)
Michael Bublé es el álbum debut de Michael Bublé lanzado en 2003.

## Creación del álbum
Michael Bublé fue invitado a cantar al matrimonio de la hija de Caroline Mulroney en 2000, donde cantó "Mack the Knife" de Kurt Weill. En la boda, Brian Mulroney presentó a Bublé a David Foster, un productor (ganador de varios Grammy) y ejecutivo de Warner Brothers quien trabajó con Josh Groban previamente. Foster llevó a Bublé al sello '143' record label, para grabar Michael Bublé en 2002. 
El álbum presenta una serie de temas de diversas épocas, entre ellos "Fever", "The Way You Look Tonight", "For Once in My Life", "Moondance" de Van Morrison y "You'll Never Find Another Love Like Mine" de Lou Rawls. Barry Gibb de los Bee Gees escuchó la versión de Bublé del tema "How Can You Mend a Broken Heart?", canción que lo llevó hasta el n.º 1 en varios países.

## Lista de canciones
1. "Fever" (Eddie Cooley, Otis Blackwell) - 3:51
2. "Moondance" (Van Morrison) - 4:13
3. "Kissing a Fool" (George Michael) - 4:34
4. "For Once in My Life" (Ron Miller, Orlando Murden) - 2:32
5. "How Can You Mend a Broken Heart?" (Barry Gibb, Robin Gibb) - 3:54
6. "Summer Wind" (Henry Mayer, Johnny Mercer) - 2:55
7. "You'll Never Find Another Love Like Mine" (Gamble y Huff) - 4:04
8. "Crazy Little Thing Called Love" (Freddie Mercury) - 3:09
9. "Put Your Head on My Shoulder" (Paul Anka) - 4:26
10. "Sway" (Pablo Beltrán Ruiz, Norman Gimbel) - 3:08
11. "The Way You Look Tonight" (Jerome Kern, Dorothy Fields) - 4:37
12. "Come Fly With Me" (Jimmy Van Heusen, Sammy Cahn) - 3:30
13. "That's All" (Alan Brandt, Bob Haymes)  - 3:59
14. "Can't Help Falling In Love" (George David Weiss, Hugo Peretti, Luigi Creatore) - 3:49 (bonus track en la edición para Japón)

## Posición en listas
| País           | Máximo | Semanas |
| -------------- | ------ | ------- |
| Estados Unidos | 47     | 10      |
| Australia      | 1      | 105     |
| Italia         | 2      | 82      |
| Suiza          | 11     | 44      |
| Francia        | 66     | 9       |
| Nueva Zelanda  | 1      | 26      |
| Suecia         | 28     | 3       |